# 木谷勤
木谷 勤（きたに つとむ、1928年4月18日 - 2018年9月15日）は、日本の歴史学者、名古屋大学名誉教授。西洋史専攻。

## 来歴
香川県生まれ。東京大学文学部西洋史学科卒、1953年同大学院博士課程満期退学、大阪教育大学助教授、教授、名古屋大学文学部教授、1992年定年退官、名誉教授、大阪国際大学教授。
2018年9月15日、腹腔内動脈塞栓のため死去。90歳没。

## 著書
- 『ドイツ第二帝制史研究 「上からの革命」から帝国主義へ』青木書店 歴史学研究叢書 1977
- 『帝国主義と世界の一体化』山川出版社 世界史リブレット 1997
- 『讃岐の一豪農木谷家の三百年　村・藩・国の歴史の中で』刀水書房、2014

### 共編著
- 『世界現代史』柴田三千雄共著 山川出版社 1985
- 『生と死の文化史 危機の生・豊饒の生』川崎寿彦共編 名古屋大学出版会 1989
- 『ドイツ近代史 18世紀から現代まで』望田幸男共編著 ミネルヴァ書房 1992

### 翻訳
- W.コンツェ『ドイツ国民の歴史 中世から現代まで、歴史の成果』創文社 歴史学叢書 1977
- G.A.リッター『社会国家 その成立と発展』北住烔一、後藤俊明、竹中亨、若尾祐司共訳 晃洋書房 1993
- P.シェットラー編『ナチズムと歴史家たち』小野清美,芝健介共訳 名古屋大学出版会 2001

## 参考
- 『現代日本人名録』2002年
- 木谷勤教授略歴・業績目録 (木谷勤教授退官記念) 名古屋大学文学部研究論集 1992